# 飯沢匡 (政治家)
飯沢 匡（いいざわ ただし、1962年1月3日 -）は、岩手県の政治家。岩手県議会議員（5期）、いわて県民クラブ（県議会会派）代表。かつて「地域政党いわて」の代表（2010年～2015年）を務めていた。

## 経歴
岩手県立一関第一高等学校を経て、成蹊大学経済学部経営学科に入学。大学卒業後、三井倉庫株式会社勤務、大東貨物自動車株式会社役員を経て、1999年4月の岩手県議会議員選挙に出馬し、初当選を果たし政界入りした。その後、2003年と2007年と3期連続当選を重ね、2期目の2005年6月には環境福祉常任委員会の委員長に就任した。
2010年4月16日、当時所属していた「政和・社民クラブ」の保守系議員らと、地域政党いわてを結成し党代表に就任した。2013年9月16日に民主党を離党した議員が合流し新会派として「いわて県民クラブ｣が発足すると幹事長に就任する。新会派の発足により飯沢が代表を務めていた地域政党いわては休止状態に入り、2015年にいわて県民クラブが政治団体に昇格したことを受けて地域政党いわては解党した。

### 略歴
- 1962年1月3日生まれ
- 1980年3月：岩手県立一関第一高等学校卒業
- 1980年4月：成蹊大学経済学部経営学科入学
- 1984年3月：成蹊大学卒業
- 1984年4月：三井倉庫株式会社入社
- 1988年6月：大東貨物自動車株式会社入社
- 1997年1月：大東貨物自動車株式会社代表取締役に就任
- 1999年4月：岩手県議会議員選挙（東磐井選挙区）で初当選（無所属）
- 2003年4月：岩手県議会議員選挙（東磐井選挙区）で再選（無所属）
- 2005年6月：環境福祉常任委員会の委員長に就任
- 2007年4月：岩手県議会議員選挙（一関選挙区）で3回目の当選（岩手政和会）
- 2010年4月16日：「地域政党いわて」を結成、党代表に就任。
- 2011年9月11日：岩手県議会議員選挙（一関選挙区）で4回目の当選（地域政党いわて）[4]
- 2013年9月16日：県議会会派である「いわて県民クラブ」が発足し、幹事長に就任する。
- 2015年9月6日：岩手県議会議員選挙（一関選挙区）で5回目の当選（いわて県民クラブ）[5]
- 2019年9月8日：岩手県議会議員選挙（一関選挙区）で6回目の当選（いわて県民クラブ）[6]